# Afera Patria (Slovenija)
Afera Patria je politična afera, ki je potekala v Sloveniji od leta 2006 do 2015 glede nakupa finskih oklepnikov Patria AMV za potrebe Slovenske vojske, in sicer v vrednosti 278 milijonov evrov. Finsko podjetje Patria je, da bi pridobilo posel, podkupilo več ključnih ljudi na najvišjih odločevalskih mestih. To je bila še ena izmed t. i. orožarskih afer, sledila je aferi Valuk.
Višek je afera dosegla malo manj kot mesec dni pred državnozborskimi volitvami, ko je finski raziskovalni novinar razkril svoje ugotovitve, da je Patria podkupila Janeza Janšo, predsednika Slovenske demokratske stranke (SDS) in predsednika Vlade Republike Slovenije ter nekatere druge visoke uradnike, da so sklenili orožarski posel z njimi.

## Dogajanje

### Predhodno dogajanje
21. januarja 2004 je predstavnik Patrie Pauli Rumbin s Hansom Wolfgangom Riedlom sklenil dogovor o svetovalnih storitvah za prodajo oklepnikov v Slovenijo in nekatere druge države. Avstrijski posrednik pa je že nekaj mesecev prej poiskal svoje sodelavce – v Sloveniji je poznal Jureta Jurčka Cekuto, ki je imel dobre zveze z družbeno elito (v njegovo umetniško galerijo blizu Celja sta zahajala tudi slovenski premier Janez Drnovšek in hrvaški predsednik Stjepan Mesić). Cekuta je 2. decembra 2003 v svojo galerijo povabil Riedla in brigadirja Petra Zupana, ki je na obrambnem ministrstvu skrbel za nabavo nove orožitve, zato je imel dostop do zaupnih načrtov Slovenske vojske, ki so mdr. vključevali nakup 150 oklepnikov. Riedl je že naslednji dan s podatki seznanil Rumbina iz Patrie, Cekuta pa je za pripravo sestanka zahteval honorar v višini 10.000 evrov.
Walter Wolf, s katerim je po navedbah Ludvika Zvonarja (VOMO) Slovenija sodelovala že pri prodaji poljskih zaščitnih mask v času poosamosvojitvene nezakonite trgovine z orožjem, Riedl pa je z njim navezal stike že v osemdesetih letih, je imel zelo pomembno vlogo tudi pri prodaji finskih oklepnikov v Slovenijo in na Hrvaško.
Afera Patria je povezana s predhodnim nakupom lahkih kolesnih oklepnih vozil Valuk 6x6, ki jih je Ministrstvo za obrambo Republike Slovenije kupilo od Sistemske tehnike. Valuk je licenčna verzija avstrijskega Pandurja I. Posledično sta takratni minister za obrambo Republike Slovenije dr. Anton Grizold in predsednik odbora Viator & Vektor Zdenko Pavček 20. avgusta 2004 podpisala pismo o nameri nakupov oklepnikov 8x8.

### Razpis
Po zamenjavi Vlade Republike Slovenije je ministrski stolček zasedel Karl Erjavec, ki pa ni upošteval pisma o nameri, ampak je razpisal mednarodni razpis za pridobitev oklepnikov. Za razpis je prvotno izrazilo zanimanje 8 proizvajalcev, razpisno dokumentacijo je dvignilo pet podjetij, a sta se do 11. aprila 2006 prijavili le dve podjetji: Sistemska tehnika s LKOV Krpan in Rotis s Patrio AMV. Sistemska tehnika, ki je v večinski lasti avstrijskega Steyr-Daimler-Puch Spezialfahrzeuge (le-ta pa je v lasti ameriškega General Dynamicsa), je ponudilo Krpana, ki je licenčna verzija Pandurja II (podaljšana različica Pandurja I oz. Valuka). Rotis, ki je zastopnik Patrie (ki je v 73,2% lasti ministrstva za zaposlovanje in ekonomijo Finske in 26,8% lasti EADS-a), je ponudilo Patrio AMV. Oba ponudnika sta tudi napovedala večinsko proizvodnjo oklepnikov v Sloveniji: Sistemska tehnika v lastnih proizvodnih halah, medtem ko je Rotis podpisal sporazum z Gorenjem.
Testiranje
V večini preizkusov je zmagala Patria, le v testu terenske vožnje je obe vozili premagalo vzorčno vozilo BRDM-2. Testiranje ni zajemalo oborožitve, saj naj bi vozila Patrie oboroževalo izraelsko podjetje Elbit, katerega 12,7 mm top (s katerim naj bi bila opremljena večina vozil) je bil v času razpisa še v fazi prototipa. Kasnejša testiranja so pokazala, da so z delovanjem sistema hude težave.
Razglasitev zmagovalca
12. junija 2006 je ministrstvo razglasilo Rotis za zmagovalca razpisa in da bodo podpisali pogodbo o dobavi 136 oklepnikov v vrednosti 63 milijard tolarjev (približno 263 000 000 eurov). Na tiskovni konferenci so navedli, da je bila Rotisova ponudba cenejša, zagotavljala je več delovnih mest v Sloveniji in zagotavljala je večjo udeležbo slovenskih podjetij pri izdelavi oklepnikov.
Prvi odzivi
Sprva se je kritično odzvala Sistemska tehnika, temu pa tudi svetniki občine Ravne na Koroškem, Območna obrtna zbornica Ravne na Koroškem, Sindikat kovinske in elektroindustrije Slovenije, zaposleni v Sistemski tehniki, Mladi forum (SD), itd. Gorenje pa je 16. junija ponudilo Sistemski tehniki sodelovanje pri izdelavi oklepnikov, kar pa je pozneje le-ta zavrnila »kot neresno zavajanje«.

### Začetek afere
19. junija 2006 je Slovenska nacionalna stranka pozvala Janšo, naj naroči revizijo postopka razpisa in pogodbe. Istega dne je Janša odgovoril in zavrnil njihov poziv, hkrati pa so na ministrstvu potrdili, da so začasno preložili podpis pogodbe. Sistemska tehnika je na ta dan potrdila, da so formalno vložili zahtevo o zadrževanju odločitve o podpisu pogodbe glede na vrsto njihovih pripomb glede postopka izbire. Gorenje, Patria in Rotis so 21. junija napovedala ustanovitev skupnega podjetja za proizvodnjo oklepnikov, pri čemer bodo slovenska podjetja imela večinski delež.
26. junija je Sistemska tehnika vložila tožbo proti Sloveniji in Rotisu, v kateri je zahtevala razveljavitev pogodbe. Naslednji dan je Odbor za obrambo Državnega zbora Republike Slovenije, na pobudo Aurelija Jurija (SD), sklical nujno sejo o spornem nakupu; sejo so prekinili še isti dan in jo za zaprtimi vrati nadaljevali 6. julija. Po seji je predsednik odbora, Anton Anderlič, potrdil, da je bila Rotisova ponudba najboljša, a da ostajajo odprta nekatera vprašanja.
27. junija pa sta ministrstvo in Rotis pričela pogovore glede rokov dobav oklepnikov.
12. julija je Sistemska tehnika na MORS-u vložila uradno zahtevo za revizijo postopka izbire oklepnikov. Le-to je 27. julija zavrnilo revizijo in hkrati zavrnilo vpogled v Rotisovo ponudbo.
6. septembra je Anderlič pozval Erjavca, naj predstavi količinske, časovne in finančne okvire pogodbe; to je storil potem, ko je Dnevnik objavil članek, da se bo dobava zavlekla in da se je končna cena podražila za tretjino. Zaradi tega so pogodbo ponovno uvrstili na sejo odbora za obrambo naslednji dan.

### Interpol
7. februarja 2007 je uslužbenec poslovalnice Steiermärkischen Bank Sparkasse v avstrijski Lipnici obvestil pristojni urad za preprečevanje pranja denarja o obisku avstrijskega trgovca z orožjem Hansa Wolfganga Riedla, slovensko-kanadskega poslovneža Walterja Wolfa in direktorja Riedlovega podjetja Walterja Eigla, ki so hoteli prenakazati 3,6 milijona evrov, prejetih od finske Patrie, na različne račune po svetu in dvigniti 300.000 evrov, vendar niso predložili ustreznih dokazil. Dunajski urad Interpola je 21. februarja 2007 razposlal nujno depešo petim policijam po svetu: v Helsinke, Ottawo, Bangkok, Vaduz in Ljubljano. S tem se je pričela mednadorna kriminalistična preiskava velike korupcijske mreže v aferi Patria. Na nujno depešo Interpola so v 24 urah odgovorili iz Finske, Kanade, Tajske in Liechtensteina. Iz Slovenije je odgovor prišel šele 19. maja 2008, torej 15 mesecev po prejemu depeše. Tačas so bili izbrisani podatki o elektronskih sporočilih, telefonskih klicih in SMS-sporočilih, saj so jih telekomunikacijska podjetja po zakonu dolžna hraniti le dve leti po nastanku. Najpomembnejši dogovori o podkupovanju pri sklepanju posla pa so potekali poleti in jeseni 2005, zato slovenski tožilci niso več mogli zaseči sporočil, ki so si jih takrat izmenjevali osumljenci.

### Avstrijska kriminalistična preiskava
Posredniki so pripravili fiktivne pogodbe in poskusili še enkrat: 7. februarja je Riedl nakazal 2.000.000 evrov na račun Wolfovega podjetja ISB v Liechtensteinu, 9. februarja pa je njegov direktor Hans-Peter Wilhelmer 1.232.264 evrov nakazal na osebni račun Walterja Wolfa in 6.999.922 evrov na račun tajskih državljanov Apichata in Chuangchan Sirithaporn. Tajca sta medtem pisno pooblastila Riedla, naj njun denar dvigne v gotovini. Uslužbenec Bank Austria je povedal, da je navedeno vsoto prevzel 13. februarja v podružnici Schottengasse na Dunaju. Tako je imel Riedl v rokah 900.000 evrov (200.000 je dvignil že v Lipnici). Med preiskavo je skušal policiste prepričati, da je denar odnesel na dunajsko letališče in ga izročil Tajcema. Toda Tajec njegove zgodbe ni potrdil, pač pa je priznal, da mu Riedl denarja na letališču ni izročil. V resnici se je Riedl 15. februarja 2007 odpeljal v Slovenijo, kot pričajo računi in potrdila iz njegove evidence, je parkiral v garažni hiši na Trdinovi in prespal v hotelu Lev. Avstrijski tožilec je prepričan, da je Riedl v Slovenijo pripeljal 900.000 evrov gotovine, ki ni bila namenjena Walterju Wolfu, temveč Jožetu Zagožnu in stranki SDS. "Sklepanje temelji na Sirithapornovi izjavi in protislovnem ravnanju Riedla in Zagožna v tem obdobju," piše v avstrijski obtožnici. Riedl je bil obsojen zaradi podkupovanja, avstrijsko vrhovno sodišče je sodbo potrdilo. 

### Finska kriminalistična preiskava
Finski policisti so 13. maja 2008 z odredbo sodišča vstopili v podjetje Patria. zasegli so dokaze in aretirali več uslužbencev. Tega dne je namreč finski dnevnik Aamulehti objavil članek z naslovom Prodaja Patriinih vozil v parlamentarni preiskavi v Sloveniji. Patriin predstavnik, zadolžen za Slovenijo, Reijo Niittynen je bil v priporu več kot dva meseca. Zaslišan je bil šestnajstkrat, 6. julija 2008 je spregovoril. Priznal je, da se je zavedal, da naj bi denar za podporo stranki premiera Janše izplačal Walter Wolf od svojega deleža. Tri dni pozneje je izjave ponovil in podrobneje pojasnil namen plačila stranki SDS. Bistvo Niittynenenovega priznanja je, da so v finskem podjetju vedeli, da bo denar prejela SDS, in to še preden so z Riedlom podpisali svetovalno pogodbo, ki je določala 7,5 % provizije od prodaje oklepnikov v Sloveniji.
Na pogodbi z avstrijskim posrednikom je zapisan datum 6. september 2005, finski preiskovalci pa so ugotovili, da je bila podpisana šele 15. decembra istega leta, torej na dan, ko je vodstvo podjetja Patria sklenilo, da ga bo v Sloveniji zastopal Rotis. Še bolj pa preseneča dejstvo, da je Ministrstvo za obrambo osem proizvajalcev oklepnikov istega dne povabilo, naj pošljejo svoje ponudbe. Šele takrat se je v Sloveniji začel uradni razpis. Zmagovalec razpisa je bil torej izbran vnaprej in tudi podkupnine so bile razdeljene nekaj mesecev pred objavo razpisa.

### Slovenska kriminalistična preiskava
Vlogo Jožeta Zagožna so razkrili tudi slovenski kriminalisti: "Izvedeli smo, da Zagožen pri nakupu oklepnikov ni imel pooblastil za delovanje v imenu Ministrstva za obrambo. Prav tako ni delal za obrambno ministrstvo, niti ni imel uradne vloge v postopku izbire za proizvajalca oklepnih vozil za Slovenijo. Kljub temu je bil na sestanku nepogrešljiv člen med predstavniki Patrie in Janšo, s katerim sta odločilno vplivala na odločitev o izbiri. Ob upoštevanju, da se Janša ni želel srečati s prihodnjim glavnim dobaviteljem, lahko potrdimo, da je bil Zagožen pri celotnem projektu glavni posrednik."

### Parlamentarna preiskovalna komisija
Februarja 2007 je bila ustanovljena parlamentarna preiskovalna komisija (t. i. Cviklova komisija), katere predsednik je bil poslanec Milan M. Cvikl iz vrst Socialnih demokratov (SD), pri preiskavi pa sta kot izvedenca pomagala dva strokovna pomočnika: nekdanji direktor kriminalistične uprave Mitja Klavora, ki ga je predlagal predsednik komisije Cvikl, in Bojan Gričar, ki ga je po izbiri kadrovika SDS, Vinka Gorenaka, predlagal podpredsednik komisije Robert Hrovat. Prve priče, ki so sodelovale pri nakupu oklepnikov, so bile zaslišane marca 2008. Pri preiskavi so se kmalu izluščila imena, ki so nastopala tudi v zgodbi o poosamosvojitveni trgovini z orožjem: Janez Janša, Jože Zagožen, Anton Krkovič, Ivan Črnkovič in Walter Wolf.
Podpredsednik komisije iz vrst SDS Robert Hrovat, poslanec SLS Josip Bajc in predsednik SNS Zmago Jelinčič so večkrat obstruirali delo komisije, mdr. tako, da so sejo zapustili in povzročili nesklepčnost, nazadnje pa tudi z nepooblaščenim dostopom do e-pošte predsednika komisije: v petek, 27. junija 2008, je podpredsednik komisije Robert Hrovat brez Cviklove vednosti odpovedal sejo, ki je bila namenjena sestanku s finskimi kriminalisti, in javnosti sporočil, da Cvikl ne more več opravljati funkcije predsednika komisije. Predsednik državnega zbora France Cukjati, sicer vpliven član SDS, je Cviklovo izključitev potrdil in zadevo predal mandatno-volilni komisiji pod vodstvom Franca Sušnika, prav tako poslanca SDS. Komisija je razrešitev rutinsko potridla. Po zamenjavi predsednika komisije je preiskovalno delo povsem zastalo in nikoli ni bilo dokončano, 50 strani dolgo izvedensko poročilo Mitje Klavore in Bojana Gričarja, pripravljeno na podlagi pregleda 4000 strani dokumentov, pa je ostalo pred javnostjo skrito za zidovi Državnega zbora RS.

### Finska televizija
2. septembra 2008 je finska državna televizija YLE predvajala raziskovalno-novinarsko oddajo Resnica o Patrii, kjer so zatrdili, da je finsko podjetje Patria plačalo 21 milijonov evrov, da bi pridobilo 278 milijonov evrov vreden posel s prodajo oklepnih vozil Patria AMV slovenskemu obrambnemu ministrstvu. Denar naj bi posredno dobili nekateri slovenski javni uslužbenci, med drugim je bilo omenjeno tudi ime predsednika vlade Janeza Janše.
Premier Janša je zavrnil vse obtožbe kot absurdne in pozval novinarje naj predložijo dokaze, v nasprotnem primeru pa bo sprožil tožbe. Janša je zaradi objave res sprožil pravdni postopek, a je na drugi stopnji izgubil.

### Izredna seja DZ RS
Vladajoča koalicija je za 9. september 2008 sklicala izredno sejo državnega zbora, na kateri naj bi pojasnili podrobnosti glede nakupa in ovrgli obtožbe o korupciji. Seja, ki je trajala enajst ur in pol, se je končala s sklepom Državnega zbora, da je Ministrstvo za obrambo ravnalo pravilno, ko je ponudnika izbralo na razpisu, ter da podpira policijo in državno tožilstvo pri preiskavi suma korupcije.

### Menjava sistema oborožitve
Dodatna testiranja oborožitvenega sistema 12,7 mm izraelskega podjetja Elbit so pokazala, da zaradi tehničnih težav (zatikanje mehanizma, nenatančnost pri merjenju) le-ta ni operativno uporaben in Ministrstvo za obrambo je tik pred dobavnim rokom septembra 2008 podpisalo aneks k pogodbi, po katerem naj bi ustrezen sistem namesto Elbita dobavilo norveško podjetje Kongsberg. Podjetje Elbit naj bi kljub temu dobavilo preostalo oborožitev (topove 30 mm).

## Kronologija
Po dolgotrajnem sojenju v zadevi Patria je bil 5. junija 2013 bivši premier Janez Janša v Sloveniji nepravnomočno obsojen na dve leti zapora z obrazložitvijo, da je med 10. in 22. avgustom 2005 sprejel obljubo nagrade. Zaporni kazni sta bili izrečeni tudi Ivanu Črnkoviču in Tonetu Krkoviču, vsakemu po 22 mesecev. Poleg zapornih kazni je sodišče obdolžencem prisodilo tudi po 37.000 evrov denarne kazni. Konec marca 2014 je višje sodišče v Ljubljani pritožbe obtoženih zavrnilo kot neutemeljene in potrdilo sodbo sodišča prve stopnje. S tem je sodba postala pravnomočna, obtoženci pa so poleg sodnih taks dolžni plačati tudi strošek pritožnega postopka. Decembra 2014 je Ustavno sodišče soglasno sprejelo odločitev, da se izpusti Janeza Janšo iz zapora do dokončne odločitve o ustavnosti sodbe v zadevi Patria. Krkoviču in Črnkoviču enaki prošnji za zadržanje izvajanja sodbe ustavni sodniki dva meseca kasneje niso ugodili. Aprila leta 2015 je Ustavno sodišče RS razveljavilo celotno sodbe v zadevi Patria, izpuščena sta bila tudi Tone Krkovič in Ivan Črnkovič. Junija 2015 je Ustavno sodišče odpravilo sklep o prenehanju poslanskega mandata Janši. Tako mu je bil mandat dokončno vrnjen. 4. septembra 2015 je zadeva Patria po odločitvi ljubljanskega okrajnega sodišča uradno zastarala. Marca 2021 je mariborsko višje sodišče ponovno zavrnilo pritožbo SDS, ki je od države zahtevala 886.257 evrov odškodnine z obrestmi zaradi domnevnega vpliva sojenja v aferi Patria na državnozborske volitve v letih 2011 in 2014.
Na finskem sojenju proti petim predstavnikom Patrie je prvostopenjsko sodišče podalo oprostilno sodbo obtožencem z obrazložitvijo, da "glede v obtožnici opisanega kaznivega dejanja, ki so ga obtoženi Hulkkonen, Korpi, Niittynen, Nurmio in Wiitakorpi, ostaja upoštevanja vreden dvom." Finsko tožilstvo je na oprostilno sodbo vložilo pritožbo.
Na avstrijskem sodišču so v prvostopenjski sodbi zaradi podkupovanja, poskusa goljufije in utaje davkov na tri leta obsodili Hansa Wolfganga Riedla, plačati pa bo moral tudi 850.000 evrov kazni. Po besedah sodnice Marion Zöllner "obstajajo številni dokazi, da je prišlo do podkupovanja, z namenom vplivanja na razpisni postopek v Sloveniji. Leta 2015 je avstrijsko vrhovno sodišče potrdilo sodbo Riedlu v točki podkupovanja; po besedah sodišča je Riedl februarja 2007 predal 900.000 evrov Jožetu Zagožnu, znancu in strankarskemu kolegu Janeza Janše.

## Vpletene osebe
| Fizične - Heikki Allonen, predsednik uprave Patrie - Magnus Berglund, novinar (finska televizija YLE) - Jure Cekuta, slikar, domnevni posrednik podkupnin - Milan M. Cvikl, bivši poslanec in (bivši) predsednik Preiskovalne komisije, Generalni sekretar Vlade Republike Slovenije (2009-) - Karl Erjavec, minister za obrambo Republike Slovenije - Gregor Golobič, predsednik stranke Zares - Janez Janša, predsednik Vlade Republike Slovenije - Drago Kos, predsednik Komisije za preprečevanje korupcije - Zdenko Pavček, predsednik odbora Viator & Vektorja - Hans Wolfgang Riedl, (bivši) zastopnik Patrie, domnevni posrednik podkupnin - Milan Švajger, predsednik Sistemske tehnike - Blaž Zgaga, novinar - Jorma Wiitakorpi, (bivši) predsednik uprave Patrie - Walter Wolf, podjetnik, domnevni posrednik podkupnin - Jože Zagožen, pokojni politik, član SDS in po besedah avstrijskega sodišča denarni posrednik | Pravne - Gorenje, podjetje, ki izdeluje Patrie - Komisija za preprečevanje korupcije Republike Slovenije - Ministrstvo za obrambo Republike Slovenije - Patria, finsko orožarsko podjetje - Rotis, slovenski zastopnik Patrie - Sistemska tehnika, slovensko orožarsko podjetje - Vlada Republike Slovenije - YLE, finska državna televizija |